# 木下荘平
木下 荘平（莊平、きのした しょうへい、1840年（天保11年8月）- 1906年（明治39年）5月14日）は、明治期の実業家、政治家。衆議院議員、鳥取県会議長。

## 経歴
因幡国八上郡布袋村（鳥取県八上郡三保村、河原村、八頭郡河原村、河原町を経て現鳥取市河原町）で、代々大庄屋を務めた家に生まれた。鳥取の藩儒・正墻適処（薫）に師事し和漢学を修めた。
八上郡農兵組頭、智頭郡農兵組頭、戸長、大区長、学区取締、准十二等出仕、八束郡長などを歴任。1881年（明治14年）鳥取県が再置され、同年11月、鳥取県会議員に当選し、同常置委員、同議長（第3、4、7代）を務めた。
岡崎平内の辞職に伴い1891年（明治24年）9月に実施された第1回衆議院議員総選挙鳥取県第1区補欠選挙で当選し、以後、第2回総選挙でも再選され、衆議院議員に連続2期在任した。
実業界では、1888年（明治21年）松江に関西土木会社を設立して社長に就任し、島根県の道路事業を請負った。また扇山社を設立して、楮（コウゾ）、三椏（ミツマタ）の栽培を行った。

## 国政選挙歴
- 第1回衆議院議員総選挙（鳥取県第1区、1890年7月、無所属）次点落選[6]
- 第1回衆議院議員総選挙補欠選挙（鳥取県第1区、1891年8月）当選[5]。
- 第2回衆議院議員総選挙（鳥取県第1区、1892年2月、独立倶楽部）当選[6]
- 第3回衆議院議員総選挙（鳥取県第1区、1894年3月、国民協会）次点落選[6]